# Armée révolutionnaire du peuple (Argentine)

L'emblème de l'ERP : une étoile rouge avec le sigle. Le drapeau de l'ERP était bleu et blanc, identique à celui de l'Armée des Andes du libertador José de San Martín, avec l'étoile rouge à la place du bouclier et du bonnet phrygien.

Pour les articles homonymes, voir Armée révolutionnaire et ERP.
L'Armée révolutionnaire du peuple (espagnol : Ejército Revolucionario del Pueblo, ERP) était une organisation armée argentine, branche armée du Parti révolutionnaire des travailleurs (PRT) trotskyste, bien qu'elle visât à rassembler plus large qu'au sein du PRT, s'adressant à tous ceux qui étaient prêts à s'engager dans des actions de guérilla contre la dictature militaire issue de la « Révolution argentine » autoproclamée de 1966, de nature catholique et nationaliste.
Dirigée par Mario Roberto Santucho (es), l'ERP est devenue à partir de septembre 1970, date de sa première action publique, l'organisation de guérilla la plus active d'Argentine, opérant en particulier dans les villes de Córdoba, Rosario et Tucumán. Selon François Gèze et Alain Labrousse, l'ERP aurait réalisé 120 actions armées sur 316 entre mars et juillet 1971, soit 38 % ; 26 auraient été réalisées par les FAL, 16 par les Montoneros, 4 par les FAP et 137 (43,5 %) n'auraient pas eu d'auteurs identifiés ou auraient été revendiquées par des petits groupes, la plupart péronistes.
Poursuivant la « guerre révolutionnaire » après les élections de 1973, qui ramènent le Parti justicialiste (péroniste) au pouvoir, elle a été presque entièrement brisée lors de l’Operativo Independencia (en), opération de contre-insurrection menée par le gouvernement d'Isabel Perón dans la province de Tucumán en 1975, où l'ERP tentait avec 90 combattants d'instaurer un foco révolutionnaire. Les rares derniers éléments ont été éliminés par la dictature militaire issue du coup d'État de mars 1976 dans le cadre de la « guerre sale ». 5 000 militants du PRT et de l'ERP ont été tués lors des années 1970, les survivants étant extrêmement rares.

## Fondation
La création de l'ERP fut décidée au Ve Congrès du PRT, qui s'est tenu le 29 et 30 juillet 1970 dans une île du delta du Paraná, un an après le Cordobazo de 1969 et les soulèvements populaires successifs qui fragilisèrent le régime dictatorial du général Onganía, remplacé par la junte à la mi-juin 1970, qui lui préfère le général Levingston, lequel décida d'approfondir la soi-disant « Révolution argentine ».
Au même congrès, Nahuel Moreno, qui considérait que les conditions n'étaient pas réunies pour mener une lutte armée, entraîna avec lui un nombre important de militants dans une scission. Mario Roberto Santucho (es) (1936-juillet 1976) et son épouse Ana María Villarreal, Luis Pujals (tué en août 1971), Enrique Gorriarán Merlo (es) (1941-2006), Benito Urteaga (1946-juillet 1976), Domingo Menna (1947-juillet 1976), José Joe Baxter (1940-11 juillet 1973), Jorge Carlos Molina (1943-octobre 1975), etc., appuyèrent la décision de fonder l'ERP afin de « mener la guerre révolutionnaire ouvrière et socialiste ». Ils furent rejoints en 1972, année de leur interdiction, par les Forces armées de libération (FAL), qui fusionnèrent au sein de l'ERP.

## Idéologie et relations avec le PRT
Trotskyste – jusqu'à 1973, le PRT et l'ERP sont membres de la Quatrième internationale ; le PRT devient ensuite membre de la Junte de coordination révolutionnaire (JCR), l'ERP était aussi influencée par le guévarisme, initiant un foco rural dans une des provinces les plus arriérées de l'Argentine, la province de Tucumán, au nord-ouest – alors que l'Argentine était déjà un pays largement urbanisé. Toutefois, à l'instar d'autres organisations, telles les Forces armées révolutionnaires (FAR) qui avaient commencé par une tentative de foco (Taco Ralo, 1969), elle s'orienta immédiatement vers la guérilla urbaine, divisant le pays en deux zones principales, la guérilla rurale de Tucumán et le Grand Buenos Aires. Cette double orientation, rurale et urbaine, avait été décidée et prévue dès le Ve Congrès du PRT : « (...) les deux processus sont coïncidents, inter-reliés et inséparables ».
Par ailleurs, selon la direction du PRT:
«  Pour le marxisme, l'Armée et le Parti sont deux organisations différentes, avec des tâches distinctes et complémentaires. L'Armée est le bras armé, la force militaire de la classe ouvrière et du peuple, dont se sert le peuple révolutionnaire dans la lutte armée contre l'armée bourgeoise. Le Parti, en revanche, est une organisation exclusivement prolétarienne, qualitativement supérieure, qui se constitue en direction politique révolutionnaire de tout le peuple, sur tous les terrains de la lutte, tant sur le terrain militaire que le terrain économique, politique, etc.. »
Dans un entretien, ils diront encore:
«  L'ERP n'est pas le bras armé du PRT. C'est une organisation de masse pour la guerre civile. Ses rangs sont constitués de tous les militants du Parti ainsi que de ceux des combattants de différentes couches sociales et d'extraction politique dissemblable qui acceptent de se battre pour le programme de l'ERP ; ce programme est anti-impérialiste, anticapitaliste et démocratique, alors que le programme du PRT est clairement et définitivement socialiste. Pour résumer, on pourra dire que l'ERP a un programme « minimal » alors que le PRT soutient un programme « maximal ». Le PRT est la direction politico-militaire de l'ERP, mais elle ne réduit pas sa fonction à n'être qu'un état-major « élitiste » et prévoit qu'elle opère et croît comme un instrument politique au sein des masses. »
L'ERP devint ainsi rapidement la principale guérilla argentine. Outre le trotskysme et le guévarisme, l'ERP s'est aussi nourrie des conceptions maoïstes de la « guerre révolutionnaire » ainsi que de l'expérience du Vietcong, qui avait mené avec succès l'offensive du Têt en 1968. Selon le PRT, la « guerre révolutionnaire » devait nécessairement être « continentale et internationaliste », seule une « crise de l'impérialisme à l'échelle mondiale » pouvant permettre la prise du pouvoir et sa conservation subséquente.

### L'ERP et Perón
Alors que Mario Santucho (es) considérait le général Juan Perón comme un imposteur, se faisant passer pour l'allié de la classe ouvrière, et pensait que la révolution socialiste exigeait la lutte armée, que ce soit contre un régime démocratiquement élu, comme celui d'Héctor Cámpora après les élections de mars 1973, ou contre une dictature, comme l'était la « Révolution argentine » (1966-1973), les Montoneros restaient, au moins en principe, loyaux au général et affirmaient qu'il pourrait mener une révolution vers la « patrie socialiste » et un « socialisme national ».

Après l'attaque de la garnison d'Azul (province de Buenos Aires) par l'ERP (janvier 1974), Perón déclara : 
«  Tout a une limite (…) il s'agit de mettre un terme à l'action dissolvante et criminelle qui menace l'existence de la patrie et des institutions (…) le rejet citoyen unanime conduira le nombre réduit de psychopathes qui restent à être exterminé un à un pour le bien de la République (…) Nous sommes en présence d'ennemis véritables de la Patrie (…). L'annihilation, quand il s'agit de terrorisme criminel, est une tâche qui nous concerne tous (…) Notre armée, comme le reste des Forces armées (…) ne méritent pas moins que les remerciements du peuple argentin. »

Ce à quoi Santucho rétorqua en disant: 
« (…) des faits présentés, il ressort avec une clarté méridionale que le véritable chef de la contre-révolution, le véritable chef de l'auto-coup d'État contre-révolutionnaire actuel, et le véritable chef de la politique répressive, qui est la ligne immédiate la plus probable du nouveau gouvernement, c'est précisément le général Juan Domingo Perón. Et non parce qu'il serait un traître, mais parce qu'il est le défenseur conséquent de sa classe, la bourgeoisie, à laquelle il demeure entièrement fidèle, ce malgré le fait qu'il n'ait pas été compris un temps durant par une grande partie de ses frères de classe, des secteurs capitalistes nationaux et étrangers. »
. Invitant les Montoneros à s'unir en un front commun, il ajouta : 
«  De larges secteurs du péronisme progressiste et révolutionnaire, qui croient sincèrement en un Perón révolutionnaire, se trouvent en ce moment désorientés. Notre Parti et notre Armée guérillera ont constamment appelé ces camarades et leurs organisations à l'unité. Nous devons réitérer aujourd'hui cet appel, en rappelant, de plus, ponctuellement, que la ligne adoptée par l'ensemble du péronisme progressiste et révolutionnaire, dans la situation actuelle, a une importance énorme pour la révolution, pour le développement des puissantes énergies combatives de notre peuple. Les organisations armées FAR et Montoneros, et une partie de la Tendance Péroniste Révolutionnaire, ont commis une erreur grave, très importante et portant tort au camp populaire, en particulier depuis le 25 mai : croire aveuglement à Perón et fonder toute sa politique sur cette confiance. »

## Organisation militaire
À partir de 1973, l'ERP aspirait à se transformer en « armée du peuple » à part entière. Elle s'organisa ainsi en structure pyramidale, avec des escouades (escuadras) d'une dizaine de combattants au plus bas, dirigées par un sergent ; des pelotons (pelotón) formés de trois escouades (20 à 30 combattants), dirigés par un colonel ; des compagnies formées de trois pelotons (90 combattants, pouvant aller jusqu'à 100 si on incluait les militants s'occupant de la logistique), commandées par un capitaine et un état-major. Trois compagnies formaient enfin un bataillon (250 à 300 combattants), dirigés par un commandant et son état-major.
L'ERP forma ainsi la Compañía de Monte Ramón Rosa Jiménez, active dans la province de Tucumán, et les Compagnies urbaines Decididos de Córdoba, Combate de San Lorenzo (Paraná), Héroes de Trelew (nommée ainsi en commémoration du massacre de Trelew d'août 1972), José Luis Castrogiovanni et Guillermo Pérez, ces trois dernières formant le Bataillon urbain José de San Martín, à Buenos Aires, dont le baptême du feu fut l'attaque de la caserne militaire de Monte Chingolo le 23 décembre 1975 (partido de Lanús, Grand Buenos Aires), qui visait à s'emparer d'armes pour approvisionner la guérilla de Tucumán. Les combats firent alors une centaine de morts, dont plus de la moitié du côté de l'ERP.
La guérilla de Tucumán fut cependant limitée à 90 combattants, dont 10 femmes. Des débats persistants opposent les historiens concernant l'influence de celle-ci dans la province de Tucumán : certains affirment qu'à un moment, elle contrôlait jusqu'à un tiers de la province, tandis que d'autres, dont des survivants de cette aventure, affirment qu'elle exagérait grandement ses succès.

## Opérations
L'ERP commença par effectuer des braquages, appelés « expropriations », et attaquer des casernes militaires, afin de récupérer des armes et de l'argent. Quelques enlèvements furent aussi effectués afin d'obtenir des rançons. Début 1969, un commando dirigé par Mario Santucho attaqua ainsi la Banco Provincia d'Escobar, dérobant ce qui était alors l'équivalent de 213 000 dollars. L'ERP fait son apparition publique en septembre 1970, en attaquant un commissariat de Rosario et hissant sur le toit son drapeau ; deux policiers furent tués.
En mai 1971, ils enlevèrent Stanley Sylvester, consul honorifique du Royaume-Uni et dirigeant de l'entreprise frigorifique Swift à Rosario. L'ERP exigeait que l'équivalent de plus de 20 000 dollars, en nourriture et en habits, soit donné aux pauvres, ainsi que de meilleures conditions de travail, Swift ayant licencié une grande partie des 15 000 ouvriers de l'usine de Rosario, fin 1970. La dernière demande ne fut pas honorée, mais Swift accepta de délivrer gratuitement de la viande, conduisant à la libération de Sylvester,.
En août 1971, alors que le général Lanusse avait annoncé, début mai, l'ouverture de négociations avec les partis politiques, en cours de légalisation, dans le cadre du « Grand Accord National », Luis Pujals, l'un des dirigeants de l'ERP, fut enlevé et assassiné par les forces de sécurité.
Durant trois ans, les actions furent relativement mineures, consistant essentiellement à désarmer des policiers et des militaires et à s'emparer de leurs armes, à effectuer des attaques surprises contre des commissariats pour obtenir des armes (généralement sans pertes humaines, comme le faisaient les Forces armées péronistes (FAP), les FAR et les FAL, du moins en 1970). Ils organisent toutefois, avec les FAR, l'assassinat du général Juan Carlos Sánchez (es), le 10 avril 1972.
L'évasion spectaculaire de la prison de haute sécurité de Rawson (province de Chubut, en Patagonie), le 15 août 1972, au cours de laquelle Mario Santucho (es) (ERP), Domingo Menna (es) (ERP), Enrique Gorriarán Merlo (es) (ERP), Roberto Quieto (es) (FAR), Marcos Osatinsky (FAR) et Fernando Vaca Narvaja (es) (Montoneros) parvinrent à s'échapper, porta un coup au régime militaire. Dix-neuf autres guérilleros évadés n'arrivèrent pas à temps pour monter dans l'avion pris par les six leaders précités, à destination d'abord du Chili d'Allende, puis de Cuba : après s'être rendus, 16 d'entre eux furent assassinés dès le 22 août 1972, dans une base aéronavale. Ces assassinats, restés dans la mémoire comme le « massacre de Trelew », ont alors suscité l'indignation générale. Les faits, considérés comme l'un des premiers actes du terrorisme d'État argentin, ont été qualifiés de crimes contre l'humanité par la justice argentine en 2006.
En février 1973, la première compagnie organisée de l'ERP, Decididos de Córdoba, dirigée par le jeune Juan Eliseo Ledesma (es) (1952-1975) et supervisée par Santucho, pris le contrôle, sans morts, du Bataillon 141 de Communications de l'Armée, à Córdoba, et s'empara de près de deux tonnes d'armes (74 fusils d'assauts FAL, 2 FAP, variante des FAL, 112 pistolets, 2 mitrailleuses MAG, 5 lance-grenades, 600 munitions à fusil, etc.), qui devaient être transférées à Tucumán.
Après les élections de mars 1973, qui portent au pouvoir le candidat du FreJuLi (péroniste) Héctor J. Cámpora, alors que certains militants des FAP, péronistes, abandonnent la lutte armée (dont Amanda Peralta et son mari), l'ERP continue. La compagnie José Luis Castrogiovanni s'attaque ainsi au Comando de Sanidad de l'armée, à Buenos Aires. L'action échoue finalement, deux soldats s'échappant et alertant la police et l'armée. Le colonel Hardoy (ERP) est tué, et treize guérilleros arrêtés. Ils resteront incarcérés jusqu'en 1983, après l'élection de Raúl Alfonsín (UCR). À la suite de cette action, le gouvernement promulgua un décret déclarant à nouveau l'ERP illégale [réf. nécessaire].
Parallèlement, l'ERP avait eu quelques contacts avec des membres du MIR chilien et des Tupamaros uruguayens, qui se concrétisèrent en la création officielle, en août 1973, un mois avant le coup d'Etat de Pinochet, par la création de la Junte de coordination révolutionnaire (JCR), qui devait permettre de coordonner l'action des différents mouvements révolutionnaires en Amérique latine en formant une sorte d'Internationale latino-américaine afin d'organiser une réplique « continentale » à la répression internationale des dictatures latino-américaines, qui ne tarderaient pas à se coordonner officiellement au sein de l'opération Condor. La puissance de la JCR fut cependant nettement surestimée par les dictatures militaires; sans jamais réussir à être véritablement plus qu'un organe de liaison entre les différentes guérillas, ses composantes furent toutes rapidement anéanties.
Le 6 décembre 1973, l'ERP enleva Victor Samuelson, le PDG d'Exxon, dans le Grand Buenos Aires. Celui-ci fut libéré en avril 1974, en échange d'une rançon de 14,2 millions de dollars, « de loin la plus importante qu'ait jamais obtenue l'ERP sur la demi-douzaine d'enlèvements à son actif »,; Exxon fut également contraint de financer de la nourriture et des vêtements pour un quartier populaire de Buenos Aires. L'ERP n'avait en effet pas obtenu grand-chose de l'enlèvement de Stanley Silvestre (libéré en mai 1971) ni d'Oberdan Salustro (de la FIAT, tué lors d'une fusillade entre l'ERP et la police en mars 1972 ; il fut remplacé par Luchino Revelli-Beaumont). John Thompson, cadre de Firestone enlevé en juillet 1973, avait été libéré en échange de 3 millions de dollars, et Swissair avait versé 3,8 millions de dollars de rançon. Ce trésor de guerre fut investi dans l'achat de camions, d'avions et d'armes, une partie étant également versée à la JCR.

### L'attaque de la garnison d'Azul et la démission du gouverneur de Buenos Aires (janvier 1974)
Quelques mois après l'échec de l'attaque du Commando de Sanidad à Buenos Aires, 80 guérilleros de la compagnie Héroes de Trelew de Córdoba, menés par Enrique Gorriarán Merlo (es), Hugo Irurzun (es) (1945-1980) et Jorge Carlos Molina, attaquèrent la garnison d'Azul (province de Buenos Aires), le 19 janvier 1974, le président Juan Perón, élu en septembre 1973, étant alors au pouvoir. Confronté à une certaine résistance après quelques succès, Gorriarán Merlo sonna la retraite, mais en raison de problèmes de communication, 17 guérilleros restèrent sur place et furent capturés dans la caserne; 12 autres furent aussi faits prisonniers; 3 furent tués sur place, et deux autres, fait prisonniers, devinrent des desaparecidos. Le colonel Arturo Gay et son épouse furent tués, tandis que le colonel Ibarzábal se rendit à l'ERP, sous la menace de l'exécution de la famille de Gay. Ibarzábal fut par la suite exécuté après une longue détention aux mains de l'ERP. Le président Perón accusa alors le gouverneur de Buenos Aires, Oscar Bidegain (justicialiste), qui venait de participer à la cofondation du Parti péroniste authentique, afin de s'opposer à la droitisation accélérée du Parti justicialiste, de « tolérance coupable », provoquant sa démission le 24 janvier 1974, ainsi que celle du chef de la police de la province de Buenos Aires, Julio Troxler, un militant historique de la « Résistance péroniste ». L'attaque aurait visé trois objectifs: provoquer Perón afin qu'il apparaisse comme défenseur des Forces armées; démontrer aux travailleurs que l'ERP ne les trahissait pas et était capable de les conduire dans le processus révolutionnaire; et récupérer des armes [réf. nécessaire].

### L'attaque d'août 1974 contre l'usine d'armement et le régiment de Catamarca
La quatrième opération d'envergure, début août 1974, était une démonstration de force qui visait à attaquer simultanément la Fábrica Militar de Pólvora y Explosivos (usine d'armement) de Villa María et le Régiment 17 de l'Infanterie aéroportée de Catamarca (nord-ouest de l'Argentine). Juan Eliseo Ledesma (es) dirige la compagnie Decididos de Córdoba qui s'attaque, avec l'aide d'un complice militaire, le soldat Pettigiani, à l'usine d'armement, et fait prisonnier le colonel Argentino del Valle Larrabure (es), exécuté en août 1975. Plus de 100 FAL, 4 MAG, 60 pistolets mitrailleurs PAM-M3A1, plusieurs mortiers et d'autres armes et munitions. Deux guérilleros furent tués.
Juan Manuel Carrizo (es) et Hugo Irurzun (es) (alias Capitaine Santiago) dirigent la Compañía de Monte qui s'attaque au régiment d'infanterie. Celle-ci échoua, la guérilla étant découverte avant l'attaque, et le commandement de l'ERP ordonnant le retrait le 10 août 1974. L'état-major et Hugo Irurzun (es) se replièrent dans les montagnes de Tucumán, mais le gros des troupes de l'ERP restèrent à Catamarca, isolés en petits groupes et pourchassés par la police. Neuf guérilleros furent arrêtés, et 19 autres s'échappèrent, campant près de Capilla del Rosario. Parmi ces 19, cinq furent arrêtés le 12 août 1974, alertant les autorités sur la localisation des quatorze autres guérilleros. Après une intervention sans succès de la police au campement, le régiment no 17 intervint avec 60 hommes. Au bout d'une bataille de quatre heures, les guérilleros, à court de munitions, se rendirent. Ils furent fusillés lors du massacre de Capilla del Rosario (es).

### L'assaut de Monte Chingolo du 23 décembre 1975
La dernière grande action de l'ERP fut l'assaut manqué du 23 décembre 1975 contre le Batallón Depósitos de Arsenales 601 Domingo Viejobueno, à Monte Chingolo (es) (Grand Buenos Aires), qui visait à s'emparer de 20 tonnes d'armement, afin de retarder l'imminence du coup d'État en préparation.
Le 23 décembre 1975, le Bataillon urbain José de San Martín de l'ERP s'empara, lors de combats ardus mais victorieux, en particulier Avenida Pasco et sur le pont de la Noria (es), des ponts sur le Riachuelo (en) qui unissent la capitale et l'ouest de la ville au sud du Grand Buenos Aires, prenant en otage le régiment no 7 de La Plata et les brigades de la police provinciale de Quilmes, Avellaneda et Lomas de Zamora, et interrompant le trafic sur les pistes unissant La Plata au sud du Grand Buenos Aires, tandis que la caserne de Monte Chingolo était encerclée. Soixante-dix guérilleros commandés par Abigail Attademo, alias capitaine Miguel, entamèrent alors l'assaut sur la caserne. Bien qu'ayant perdu l'effet de surprise, ils s'emparèrent, sous un feu nourri et face à des forces disposant du double d'hommes et d'une puissance de feu bien supérieure, et renforcées par le régiment no 3 de La Tablada (es) et le régiment no 1 de Palermo, d'une partie de la caserne. À 21h00, les guérilleros furent obligés de sonner la retraite, abandonnant dans la précipitation blessés et armes. 63 guérilleros trouvèrent alors la mort, 23 furent capturés et fusillés, tandis que l'armée perdit sept hommes et déplora des dizaines de blessés. 40 civils trouvèrent la mort à la suite des tirs nourris de l'armée après l'assaut de l'ERP.
On apprit dans les années 2000 que l'ERP avait été infiltrée auparavant par le Bataillon d'Intelligence 601, l'armée ayant ainsi eu connaissance de la planification de cette opération.

## La fin
Trois mois après le coup d'État de mars 1976, le comité exécutif du PRT se réunit, le 3 juillet 1976, et décida de se retirer et d'envoyer Mario Roberto Santucho (es) en exil afin de le sauver. Ce dernier fut surpris, aux côtés de Benito Urteaga (es), Liliana Delfino (es), Fernando Gértel, Ana María Lanzilotto (es) et Domingo Menna le 19 juillet 1976 dans un appartement. Le capitaine Leonetti fut tué lors de la fusillade, sans que les circonstances de sa mort ne soient claires (qu'il ait été tué par ses propres collègues ou qu'il ait reçu une balle des guérilleros). Les six membres de l'ERP furent exécutés sans autre forme de procès, dans le centre de détention clandestin de Campo de Mayo. On ne sait guère comment l'appartement a été détecté. Certains parlent d'informations antérieures obtenues par les services de renseignement; d'autres croient que l'arrestation de Domingo Menna, qui attendait une délégation de Montoneros qui ne vint jamais, aurait permis d'obtenir ces informations; d'autres enfin conjecturent que des taupes au sein des Montoneros auraient livré cette information.
Les forces de sécurité trouvèrent dans la valise de Santucho des informations d'importance, dont le nom de 395 membres de la Juventud Guevarista et ceux des Commandos d'appuis de l'ERP qui devaient agir lors de la coupe du monde de football de 1978. Tous furent tués entre 1976 et 1977 par les différents escadrons de la mort.
Arnold Kremer, alias Luis Mattini, assuma alors le secrétariat général du PRT. Fin 1976, il s'exila avec Enrique Gorriarán Merlo (es). Le PRT scissionna alors, Luis Mattini organisant en 1979, en Italie, le VIe Congrès, au cours duquel fut décidée la dissolution du Parti. Certains militants encore en Argentine refusèrent d'obtempérer, mais l'ERP fut de fait détruite. Un autre groupe, dirigé par Gorriarán Merlo, combattit au Nicaragua aux côtés du Front sandiniste de libération nationale (FSLN).
La majorité des cadres militants du PRT et des guérilleros de l'ERP font partie de la longue liste des desaparecidos de la dictature militaire. Cinq mille militants du PRT et de l'ERP ont été tués lors des années 1970. Parmi les très rares survivants, certains ont par la suite critiqué sévèrement la direction du PRT et de l'ERP, d'autres ont tenté de minimiser leur participation et leur rôle, tandis que d'autres revendiquent leur combat en le situant dans le contexte historique et géopolitique contemporain, tout en admettant de graves erreurs commises, tant sur le plan militaire que sur le plan politique.

## Enquêtes judiciaires
Fin mars 2010, la justice argentine a ouvert de nouveau le dossier sur l'assassinat du capitaine Miguel Angel Paiva, assassiné le 2 octobre 1974, lequel avait été provisoirement fermé en février 1975 faute de suspects identifiés. Cette décision se fonde sur les déclarations de la fille du colonel, qui a demandé en 2008 la réouverture de l'enquête, s'appuyant sur des coupures de presse de l'époque contredisant les éléments officiels de l'enquête, en citant, notamment, des déclarations du chef de la police fédérale, Alberto Villar (élément clé de l'opération Condor), accusant nominalement trois membres de l'ERP.
Le capitaine Paiva aurait été exécuté lors de représailles contre le massacre de Capilla del Rosario (es), organisées par l'ERP. 17 guérilleros furent exécutés sommairement début août 1974 lors du massacre de Capilla del Rosario (es) après s'être rendus.

## Hymne de l'ERP
L'hymne de l'ERP était relativement court, et faisait allusion aussi bien au combat du Che, mort en 1967 alors qu'il dirigeait l'ELN (Armée de libération nationale) en Bolivie, qu'à la « patrie socialiste » comme étape finale de la marche - pensait-on alors - inéluctable de l'histoire.
Por las sendas argentinas va marchando el ERP incorporando a sus filas al pueblo que tiene fe.

Va marchando al combate en pos de la revolución que entregue al pueblo el mando de esta grandiosa nación.

Adelante, compañeros, adelante sin parar, que con nuestro pueblo en armas nada ya nos detendrá.

Va marchando al combate por el camino del Che con su bandera en la mano y sin dejarla caer.

Por la Patria Socialista como consigna final, la etapa capitalista para siempre morirá.

Adelante, compañeros, hasta vencer o morir por una Argentina en armas de cada puño un fusil.

## Chronologie d'actions
- 1959 : Révolution cubaine. L'élection du gouverneur de Buenos Aires, Andrés Framini (péroniste), est annulée. Les militaires effectuent un putsch contre le gouvernement d'Arturo Frondizi, dix jours après les élections.
- 1962 : fin de la guerre d'Algérie (accords d'Évian).
- 28 juin 1966 : Revolución Argentina: coup d'État militaire, national-catholique, à l'issue duquel l'armée dissout tous les partis politiques et suspend sine die les élections. Le général Onganía dirige la junte.
- 29 juillet 1966 : Noche de los Bastones Largos (es) (Nuit des longs bâtons ou nuit des matraques) : la police évacue de force l'Université de Buenos Aires. 400 arrestations, de nombreux professeurs s'exilent.
- 12 septembre 1966 : la police assassine l'étudiant Santiago Pampillón (es).
- octobre 1967: mort de Che Guevara et défaite de l'ELN en Bolivie.
- 1968 : offensive du Tết en février; mai 68; massacre de Tlatelolco au Mexique en octobre. En Argentine, la CGT se scinde en deux, les partisans d'une opposition frontale à la dictature créant la Confederación General del Trabajo de los Argentinos (es).
- Début 1969: braquage, dirigé par Mario Roberto Santucho (es), du Banco Provincia d'Escobar, et vol de l'équivalent de 213 000 dollars.
- septembre 1970 : attaque du commissariat de Rosario. Deux policiers tués[9].
- 15 mai 1969 : Correntinazo (es). L'étudiant Juan José Cabral (es) est assassiné par la police.
- 17 mai 1969 : Assassinat par la police de l'étudiant Adolfo Ramón Bello (es), qui provoque le premier Rosariazo (es). L'étudiant Luis Norberto Blanco (es) est aussi tué le 21 mai 1969.
- 29 mai 1969 : Cordobazo.
- 30 juin 1969 : assassinat du leader syndical Augusto Timoteo Vandor, dirigeant péroniste du syndicat métallurgiste UOM (es) et de la tendance « participationniste » qui négocie avec la dictature. Les auteurs de l'assassinat ne sont pas identifiés.
- septembre 1969 : Second Rosariazo (es).
- 18 juin 1970 : la junte remplace Onganía par le général Levingston, qui décide d'approfondir la « Révolution argentine ».
- 29 et 30 juillet 1970 : Ve Congrès du PRT et création de l'ERP.
- 27 août 1970 : assassinat du dirigeant de la CGT José Alonso (es), autre dirigeant de la tendance « participationniste ». Les auteurs de l'assassinat ne sont pas identifiés.
- 10-14 novembre 1970 : Tucumanazo (es). La répression est dirigée par le général Videla.
- 12 mars 1971 : Viborazo (es) (ou second Cordobazo).
- 22 mars 1971 : la junte remplace Levingston par le général Lanusse.
- 1er mai 1971 : le général Lanusse annonce un « Grand Accord National » préparant l'ouverture de la vie politique.
- 23 mai 1971 : enlèvement de Stanley Sylvester, consul honorifique du Royaume-Uni et dirigeant de l'entreprise frigorifique Swift à Rosario, libéré contre un certain nombre de garanties sociales. L'ERP exige alors que l'équivalent de plus de 60 000 dollars, en nourriture et en habits, soit donné aux pauvres, ainsi que de meilleures conditions de travail, Swift ayant licencié une grande partie des 15 000 ouvriers de l'usine de Rosario fin 1970[10].
- août 1971 : enlèvement et assassinat d'un dirigeant de l'ERP, Luis Pujals, par les forces de sécurité.
- 21 août 1971 : coup d'État militaire en Bolivie, dirigé par Hugo Banzer, contre le général Juan José Torres (gauche).
- 6 décembre 1971 : assassinat de l'étudiante Silvia Filler, à Mar del Plata, par deux membres du groupe d'extrême-droite Concentración Nacional Universitaria (CNU).
- 17 mars 1972 : Des guérilleros (ERP) assassinent, chez lui, le commandant principal de la Gendarmerie nationale, Pedro Agarotti[18].
- 4 avril 1972 : Mendozazo (es).
- 22 août 1972 : Massacre de Trelew[19].
- février 1973 : la première compagnie organisée de l'ERP, Decididos de Córdoba, dirigée par le jeune Juan Eliseo Ledesma (es) (1952-1975) et supervisée par Mario Santucho (es), pris le contrôle, sans morts, du Bataillon 141 de Communications de l'Armée, à Córdoba, et s'empara de près de deux tonnes d'armes (74 fusils d'assauts FAL, 2 FAP, variante des FAL, 112 pistolets, 2 mitrailleuses MAG, 5 lance-grenades, 600 munitions à fusil, etc.), qui devaient être transférées à Tucumán.
- 11 mars 1973 : élections générales, massivement remportées par le FreJuLi péroniste. Le candidat péroniste officiel, Héctor José Cámpora, est élu président.
- 25 mai 1973 : Devotazo (es): mobilisation populaire en faveur de la libération des prisonniers politiques de la dictature.
- 20 juin 1973 : le retour d'exil du général Perón est marqué par le massacre d'Ezeiza : les tensions au sein du Parti justicialiste explosent.
- 27 juin 1973 : coup d'Etat militaire en Uruguay.
- juillet 1973 : Héctor Cámpora démissionne. L'intérim est assuré le 13 juillet 1973 par Raúl Alberto Lastiri.
- août 1973 : création officielle de la Junte de coordination révolutionnaire (JCR).
- 11 septembre 1973: coup d'Etat de Pinochet au Chili.
- 23 septembre 1973 : élection présidentielle, remportée par le général Juan Perón.
- 25 septembre 1973 : assassinat du secrétaire général de la CGT, José Ignacio Rucci, représentant de la « bureaucratie syndicale » (droite péroniste). Non revendiqué ; certains soupçonnent aujourd'hui les Montoneros. À l'époque, on soupçonne la CIA ou la Triple A.
- 15 novembre 1973 : occupation non-violente par l'ERP d'une école primaire à Tucumán.
- 29 novembre 1973 : occupation non-violente par l'ERP de l'école primaire Alas Argentinas à Córdoba.
- 6 décembre 1973 : enlèvement de Victor Samuelson, PDG d'Exxon, dans le Grand Buenos Aires[13]. Il fut libéré en 1974 contre une rançon de plus de 14 millions de dollars[13].
- 19 janvier 1974 : attaque de l'ERP de la garnison d'Azul, dans le Grand Buenos Aires. Le gouverneur Oscar Bidegain est forcé à la démission le 24. Il cofonde le Parti péroniste authentique.
- 28 février 1974 : un putsch policier dépose le gouverneur de Córdoba, Ricardo Obregón Cano (es). Le président Perón entérine le putsch.
- 1er mai 1974 : lors des célébrités officielles de la Fête du travail, le général Juan Perón insulte les Montoneros, après que ces derniers ont insulté sa femme Isabel et leur éminence grise José López Rega, qui dirige en sous-main l'escadron de la mort de la Triple A.
- mai 1974 : les forces de sécurité détectent la présence de la Compañía de Monte Ramón Rosa Jiménez, dirigée par Santucho, dans la province de Tucumán. Santucho décide alors d'occuper fin mai Acheral. L'opération est un succès, le drapeau de l'ERP est hissé dans la ville.
- 1er juillet 1974 : mort du général Perón. Sa femme, Isabel Perón, assume le pouvoir.
- août 1974 : l'ERP attaque une usine d'armement et le régiment de Catamarca ; cette dernière action échoue complètement. Le 11 août 1974, lors d'un affrontement à Capilla del Rosario (Catamarca), un Tupamaro ayant rejoint l'ERP est tué au combat; un autre est assassiné en détention[20].
- 5 février 1975 : la présidente Isabel Perón et le ministre Italo Luder signent les « décrets d'annihilation », qui disposent qu'il faut « annihiler la subversion ». Le décret no 261/75 vise la province de Tucumán: l'Operativo Independencia (es) contre l'ERP est lancée.
- 13 avril 1975 : l'ERP lance une opération contre le Batallón de Arsenales 121, à Fray Luis Beltrán (nord de Rosario). Deux guérilleros sont tués, ainsi que le capitaine Carpani Acosta. L'ERP parvient à s'emparer de 150 FAL, 5 FAP, 3 MAG, des pistolets mitrailleurs et des munitions.
- 11 mai 1975 : fusillade sur la route 301 de Tucumán entre l'ERP et l'armée, qui coûte la vie au sous-lieutenant Raul Ernesto García.
- 5 août 1975 : mort du lieutenant José Conrado Mundani (ERP) lors de la manipulation d'explosifs.
- 16 août 1975 : affrontement à Las Mesedas de Tucumán, au cours duquel le soldat de première classe Miguel Dardo Juárez trouve la mort, tandis que l'ERP perd six guérilleros.
- 7-8 octobre 1975: Jorge Carlos Molina (ERP) est tué lors d'une embuscade de l'armée sur la route no 307, à Tucumán.
- 17 octobre 1975 : près de Los Sosas (Tucumán), un peloton est victime d'une embuscade par l'ERP, qui parvient à tuer cinq soldats (appelés)[21].
- 8 novembre 1975-16 novembre 1975 : de nouveaux affrontements avec l'ERP, dans la province de Tucumán, font six morts chez l'armée argentine[21].
- 25 novembre 1975 : officialisation de l'Opération Condor lors d'une réunion à Santiago.
- décembre 1975 : le général Antonio Domingo Bussi prend en charge l'opération de contre-insurrection à Tucumán. La guérilla de l'ERP est rapidement brisée.
- 23 décembre 1975 : dernière opération d'envergure de l'ERP, avec l'assaut raté de Monte Chingolo (es) (Lanús, sud du Grand Buenos Aires).
- 24 mars 1976 : coup d'Etat militaire en Argentine.
- 19 juillet 1976 : Mario Roberto Santucho (es), Benito Urteaga (es), Liliana Delfino (es), Fernando Gértel, Ana María Lanzilotto (es) et Domingo Menna (es), sont assassinés dans le centre de détention clandestin de Campo de Mayo.

### Source partielle originelle
- (es) Cet article est partiellement ou en totalité issu de l’article de Wikipédia en espagnol intitulé « Ejército Revolucionario del Pueblo » (voir la liste des auteurs).